# Zámek Lude
Zámek Lude (francouzsky Château du Lude) se nachází na západním břehu Loiry ve městě Le Lude v departementu Sarthe, region Pays de la Loire a patří k zámkům na Loiře. Vyznačuje se především rozmanitostí architektonických slohů od gotiky po klasicismus. První část stavby je od roku 1928 historickou památkou, ostatní části pak od roku 1992.